# Jesu, der du meine Seele
Jesu, der du meine Seele (Jésus, toi qui par ta mort amère) (BWV 78) est une cantate religieuse de Johann Sebastian Bach composée à Leipzig en 1724 pour le quatorzième dimanche après la Trinité. Pour cette destination liturgique, deux autres cantates ont franchi le seuil de la postérité : les BWV 17 et 25. Au début et à la fin, elle fait intervenir le choral qui lui a donné son nom. Le texte est une méditation sur la douleur du pécheur et son espoir de salut dans la foi.

## Histoire et livret
Bach écrivit cette cantate durant sa deuxième année à Leipzig dans le cadre de son cycle annuel de cantates chorales. Pour ce quatorzième dimanche après la Trinité, le 10 septembre 1724, il choisit le cantique de Johann Rist en douze strophes dont elle reprend, en le condensant, le contenu. Rist disposa les mots et probablement aussi la mélodie. Un librettiste inconnu a écrit le poème en sept mouvements, ne gardant que les première et dernière strophes et citant quelques-unes des lignes originales dans ses propres textes dans les autres mouvements. Le deuxième mouvement correspond à la deuxième strophe du choral, le sixième à la onzième, le troisième aux troisième et cinquième, le quatrième mouvement aux sixième et septième strophes, et le cinquième mouvement aux huitième et dixième strophes.
Les lectures prescrites pour ce dimanche étaient Épître aux Galates, 5: 16–24, l'enseignement de l'apôtre Paul sur l'« œuvre de chair » et « les fruits de l'esprit », et Luc 17 :11–19, La Guérison des Dix Lépreux. Le choral paraît relativement éloigné de ces lectures, traitant de la Passion du Christ qui purifie le croyant. Le poète se réfère à la maladie et à la guérison en quelques vers, plus que ne le fait le choral, ainsi « Du suchst die Kranken » (tu cherches les malades).

## Structure et instrumentation
La cantate est écrite pour quatre chanteurs solistes (soprano, alto, ténor, basse), chœur à quatre voix, une flûte traversière, deux hautbois, deux parties de violons, une partie d'alto, une de violone, avec la basse continue incluant un orgue, plus un cor dans le chœur d'ouverture.
Il y a sept mouvements :
1. choral : Jesu, der du meine Seele
2. aria (duo soprano, alto) : Wir eilen mit schwachen, doch emsigen Schritten
3. récitatif (ténor) : Ach! ich bin ein Kind der Sünden
4. aria (ténor, flute obligée) : Das Blut, so meine Schuld durchstreicht
5. récitatif (basse) : Die Wunden, Nägel, Kron und Grab
6. aria (basse, hautbois obligé) : Nur du wirst mein Gewissen stillen
7. choral : Herr, ich glaube, hilf mir Schwachen

Cette cantate, rendue célèbre notamment par les nombreuses interprétations du mouvement n°2 (duo S-A), est remarquable pour les changements d'atmosphère. On passe ainsi d'un contrepoint sévère mêlé de chromatisme dans le premier chœur, au sautillement joyeux du second mouvement "de nos faibles pas empressés, nous venons vers toi, Jésus".

## Musique
La cantate est remarquable pour ses ambiances très contrastées, la profondeur méditative dans le chœur d'ouverture, presque joyeuse bien qu'avec des sursauts hésitants dans la deuxième partie et du désespoir dans la troisième.
Le chœur d'ouverture est une fantaisie chorale en forme de passacaille. Le thème est donné 27 fois, parfois inversé, parfois dans une tonalité différente. Ce thème était déjà connu avant Bach qui s'en était servi dans le cinquième épisode de sa cantate pour Pâques, Christ lag in Todesbanden, BWV 4, et notamment dans Weinen, Klagen, Sorgen, Zagen, BWV 12, qui avait servi de modèle pour l'épisode de la Crucifixion (le Crucifixus), dans le Credo de sa  Messe en si mineur. Le cantus firmus est donné par le soprano, autour duquel les autres voix tissent une polyphonie faite de motifs mélodiques et rythmiques variés.
Le duo pour soprano et alto évoque des pas précipités, surtout perceptibles dans les motifs de la basse continue, constituée du violoncelle, du violone et de l'orgue. Le récitatif commence en style de recitativo secco (chant déclamé, essentiellement ponctué d'accords) mais il se termine en arioso (récitatif se rapprochant de l'aria) sur les mots du choral original. L'aria de ténor est accompagnée de motifs de flûte pour exprimer le soulagement du cœur.
Le récitatif pour basse avec cordes est écrit dans l'esprit de la « vox Christi » (voix du Christ), telle que Bach la conçoit dans ses Passions. Les indications sont données avec une précision inhabituelle : « Vivace », « Adagio », « Andante », « Con ardore » (« Avec ardeur »). Bach obtient un effet dramatique intensifié par les sauts de la ligne vocale. La dernière aria (de basse) est semblable à un mouvement de concerto qui serait écrit pour hautbois et voix de basse.
Le choral final présente une version à quatre voix de la mélodie originale.

## Sources
- (en) Cet article est partiellement ou en totalité issu de l’article de Wikipédia en anglais intitulé « Jesu, der du meine Seele, BWV 78 » (voir la liste des auteurs).
- Gilles Cantagrel, Les cantates de J.-S. Bach, Paris, Fayard, mars 2010, 1665 p.  (ISBN 978-2-213-64434-9)